# Phyllosphingia
Phyllosphingia é um gênero de mariposa pertencente à família Sphingidae.